# Irina Kazakevitch
Irina Vladimirovna Kazakevitch (russe : Ирина Владимировна Казакевич), née 29 octobre 1997 à Berdsk, est une biathlète russe.

## Carrière
Elle fait ses classes à Iekaterinbourg à l' UOR-1. 
Elle connaît sa première expérience internationale en 2015 au Festival olympique de la jeunesse européenne, où elle est sixième du sprint.
En 2018, elle est de nouveau sélectionnée en équipe nationale, gagnant notamment une médaille de bronze aux Championnats du monde junior sur l'individuel. Dans l'IBU Cup, en 2018, elle fait partie du relais mixte vainqueur à Ridnaun-Val Ridanna et en 2019, elle monte sur son premier podium individuel à Val Martello. En 2019, elle aussi double médaillée d'argent à l'Universiade à Krasnoïarsk en sprint et poursuite.
Kazakevitch fait ses débuts en Coupe du monde en novembre 2020 à Kontiolahti. Sur la deuxième étape aussi disputée à Kontiolahti, elle marque ses premiers points avec le treizième rang sur l'individuel. Elle fait partie des dix biathlètes (cinq hommes et cinq femmes) sélectionnés par le Comité olympique russe afin de participer aux Jeux olympiques 2022 à Pékin en Chine.
Le 26 février 2022, à la suite de l'invasion militaire de l'Ukraine par la Russie, les biathlètes russes ne sont pas autorisés par les autorités estoniennes à se rendre à l'étape de coupe du monde à Otepää. Dans la même journée, l'IBU décide que les biathlètes russes participeront aux épreuves restantes sous bannière neutre, ce qui provoque une réaction de la fédération russe qui retire l'ensemble de ces athlètes pour la fin de saison de coupe du monde.

## Palmarès

### Jeux olympiques
| Édition / Épreuve | Individuel | Sprint | Poursuite | Mass start | Relais                             | Relais mixte |
| ----------------- | ---------- | ------ | --------- | ---------- | ---------------------------------- | ------------ |
| Pékin 2022        | —          | 20e    | 23e       | 20e        | Médaille d'argent, Jeux olympiques | —            |

Légende :
- : première place, médaille d'or
- : deuxième place, médaille d'argent
- : troisième place, médaille de bronze
- — : non disputée par Kazakevitch

### Championnats du monde
| Édition / Épreuve | Individuel | Sprint | Poursuite | Mass start | Relais | Relais mixte | Relais mixte simple |
| ----------------- | ---------- | ------ | --------- | ---------- | ------ | ------------ | ------------------- |
| Pokljuka 2021     | —          | 19e    | 23e       | 20e        | —      | —            | —                   |

Légende : 
- — : non disputée par Kazakevitch

### Coupe du monde
- Meilleur classement général : 35e en 2022.
- Meilleur résultat individuel : 9e.
- 3 podiums :
  - 3 podiums en relais : 2 deuxièmes places et 1 troisième place.

 Dernière mise à jour le 20 mars 2022 

#### Classements en Coupe du monde
| Saison    | Individuel | Individuel | Sprint | Sprint   | Poursuite | Poursuite | Mass start | Mass start | Général | Général  |
| Saison    | Points     | Position   | Points | Position | Points    | Position  | Points     | Position   | Points  | Position |
| --------- | ---------- | ---------- | ------ | -------- | --------- | --------- | ---------- | ---------- | ------- | -------- |
| 2020-2021 | -          | nc         | 90     | 36e      | 79        | 33e       | 35         | 29e        | 204     | 37e      |
| 2021-2022 | -          | nc         | 63     | 39e      | 101       | 25e       | 25         | 36e        | 189     | 35e      |

### IBU Cup
- 1 podium individuel
- 1 victoire en relais mixte.

### Championnats du monde junior
| Édition / Épreuve   | Individuel                | Sprint | Poursuite | Relais |
| ------------------- | ------------------------- | ------ | --------- | ------ |
| Otepää 2018         | Médaille de bronze, monde | 15e    | 18e       | —      |
| Brezno-Osrblie 2019 | 12e                       | 7e     | 20e       | 6e     |

Légende :
- : première place, médaille d'or
- : deuxième place, médaille d'argent
- : troisième place, médaille de bronze
- — : non disputée par Kazakevitch

### Universiades
- Médaille d'argent au sprint en 2019.
- Médaille d'argent à la poursuite en 2019.